# Tomislav Mijatović
Tomislav Mijatović (1976) è un allenatore di pallacanestro croato.

## Palmarès
- Coppa del Presidente: 1

Anadolu Efes: 2024